# Alambrista!
Alambrista! es una película dirigida por Robert M. Young y protagonizida por Domingo Ambriz y Trinidad Silva. Ganó cuatro premios en 1977.

## Trama
Roberto es un campesino de Michoacán que quiere cruzar la frontera para proveer para su familia. Cuando llega en los Estados Unidos se encuentra huir de la migra. Pero conoce diferentes personas que le ayudan.

## Reparto
- Domingo Ambriz: Roberto
- Trinidad Silva: Joe
- Linda Gillen: Sharon
- Ned Beatty: Angelo Coyote